# هنري إس. دينيسون
هنري إس. دينيسون (بالإنجليزية: Henry S. Dennison)‏ هو مهندس أمريكي، ولد في 4 مارس 1877 في بوسطن في الولايات المتحدة، وتوفي في 29 فبراير 1952.